# My Dying Bride

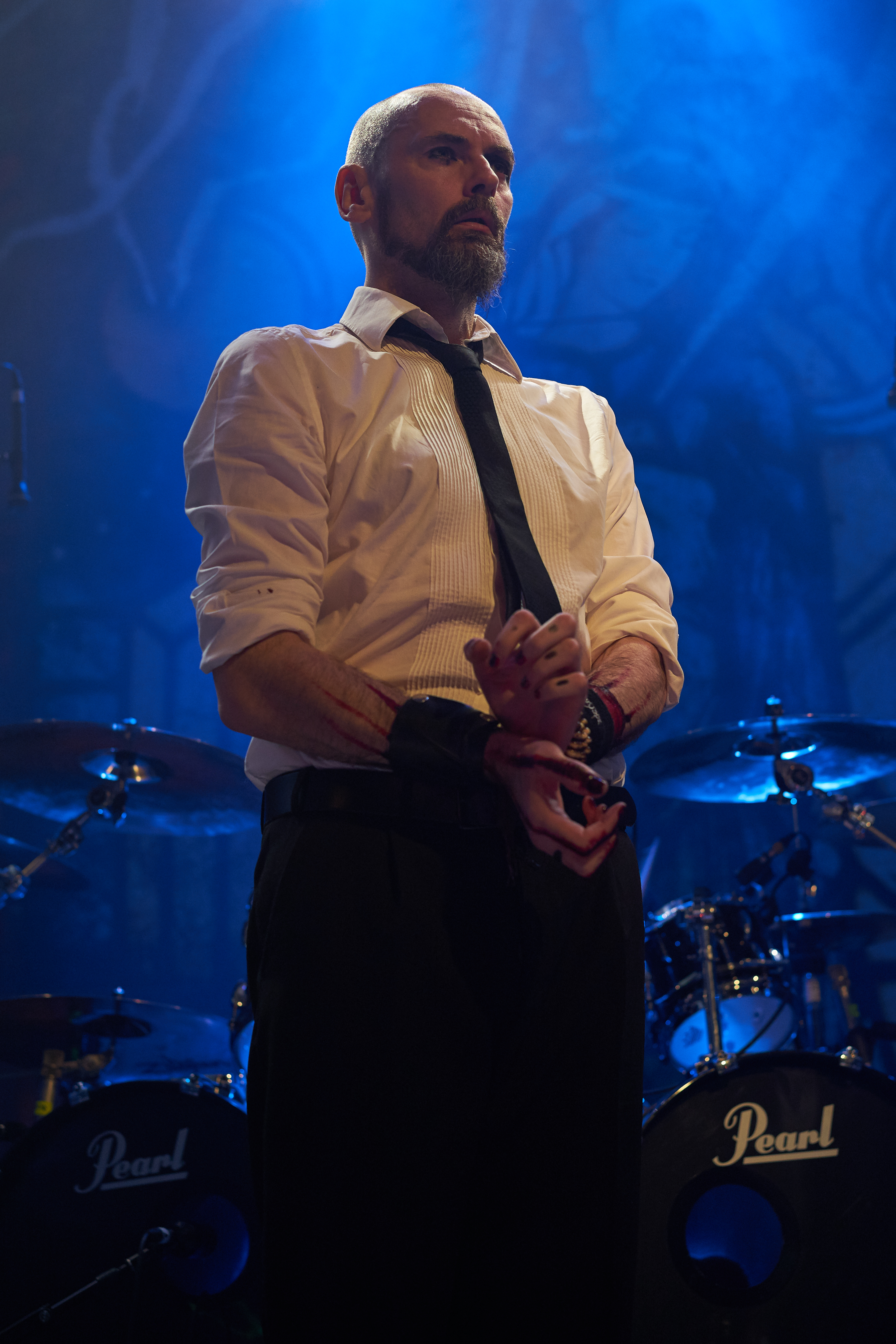
Aaron Stainthorpe, 2015

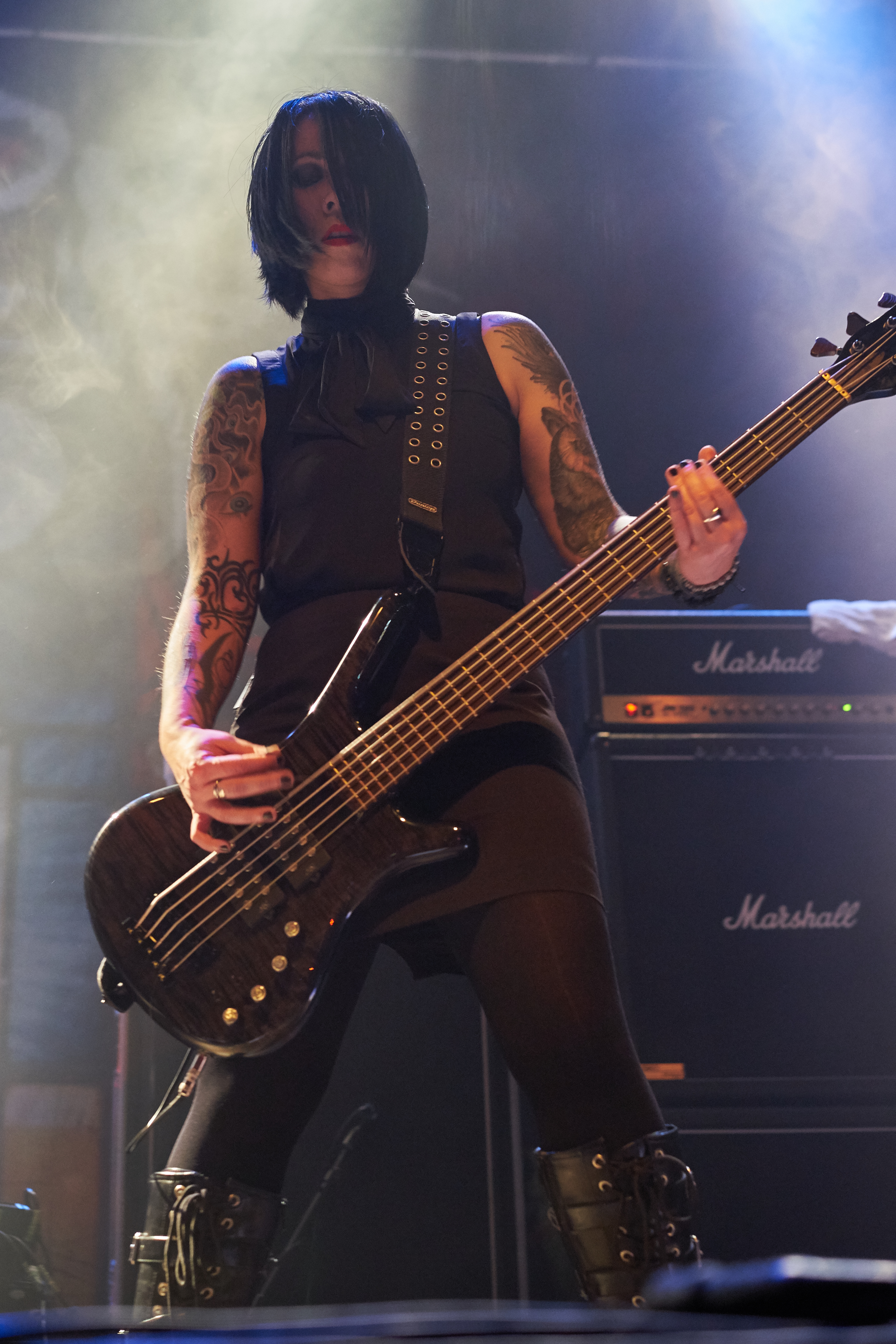
Lena Abé, 2015

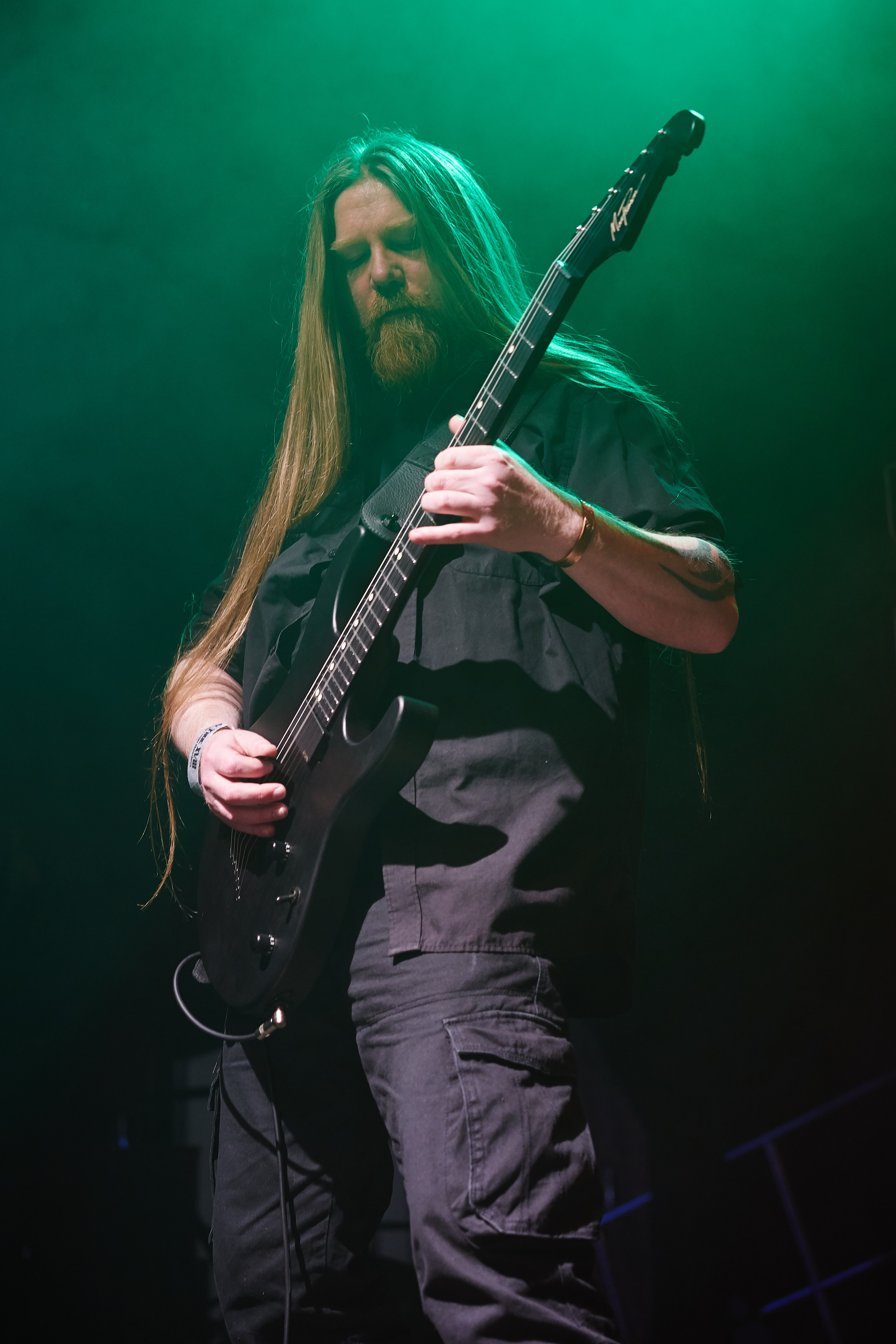
Andrew Craighan, 2015

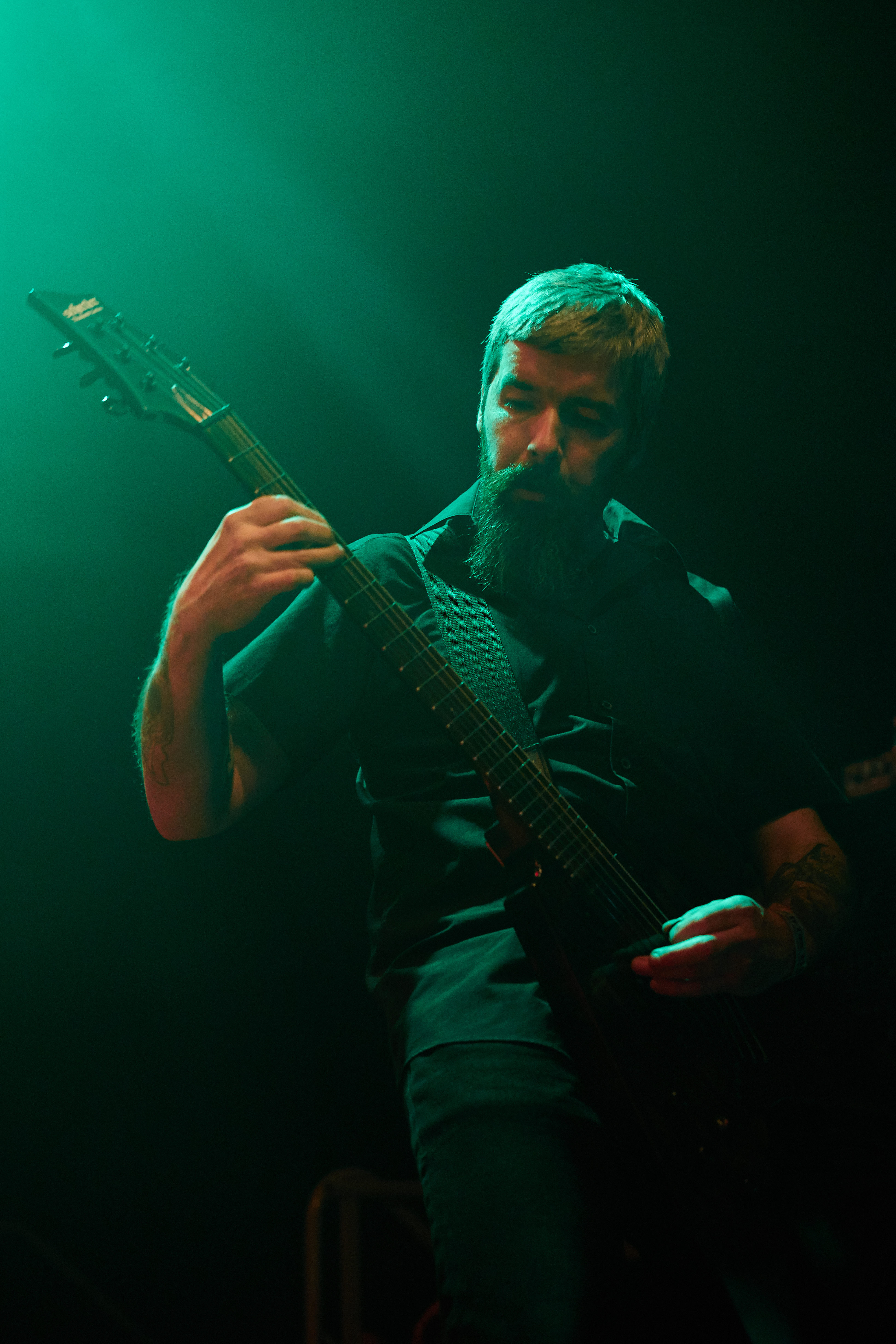
Calvin Robertshaw, 2015

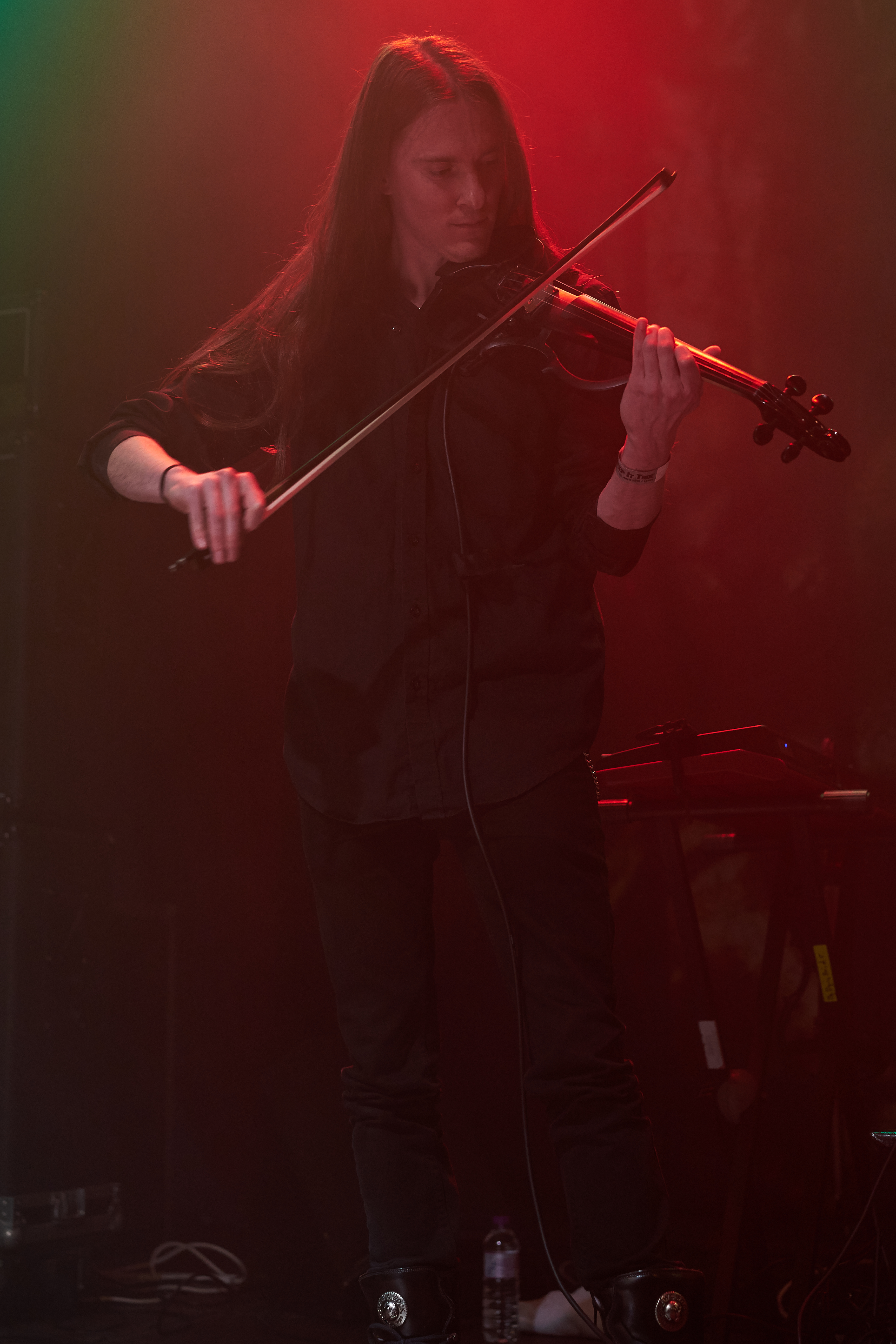
Shaun Macgowan, 2015

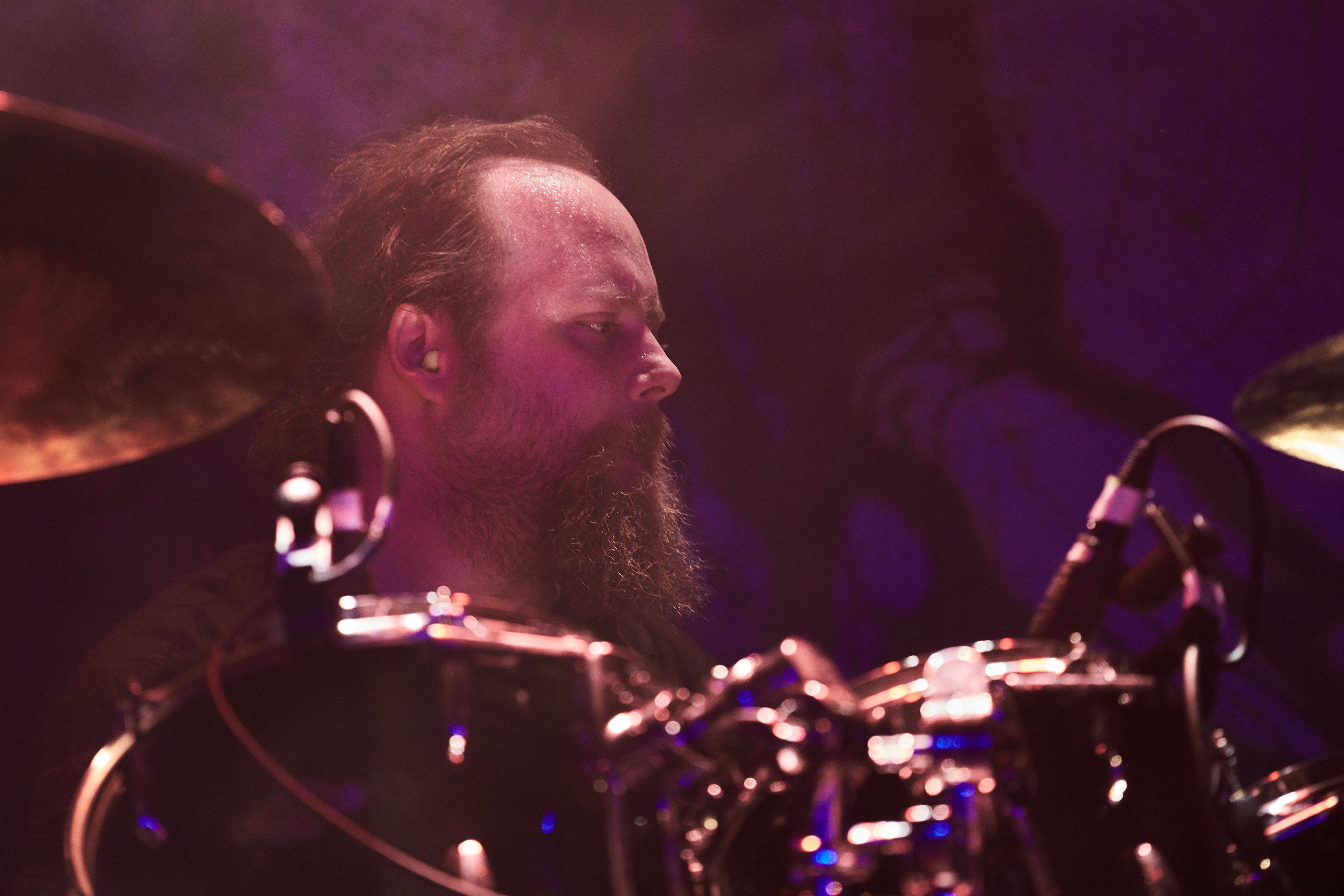
Dan Mullins, 2015

My Dying Bride es un grupo británico de death/doom, considerado como uno de los máximos representantes de este género junto a bandas como Anathema (en sus primeros discos) y Paradise Lost.
Actualmente, el grupo está integrado por Aaron Stainthorpe (voz), Lena Abé (bajo), Andrew Craighan (guitarra), Nel Blanchett (guitarra), Dan Mullins (batería) y Shaun McGowan (violín - teclados) .

## Historia
My Dying Bride se forma en Staffordshire (norte de Gran Bretaña) el verano de 1990 y tras seis meses de duros ensayos, lanzaron una maqueta llamada Towards the sinister. Con tan sólo cuatro canciones, esta edición obtuvo un gran éxito y el grupo se hizo cada vez más popular. Pero no fue hasta 1992 cuando My Dying Bride sacó a la venta su primer disco: As the flower withers. 
Aunque siempre siguiendo una estética oscura
, melancólica y gótica, cada disco es totalmente diferente al anterior. Sus primeros discos están influenciados por el death metal. Aaron Stainthorpe utilizaba una voz gutural semejante a la de muchos grupos de este estilo y las guitarras tenían mayor importancia mientras que el teclado no adquiría tanta como en los posteriores discos. Hasta 1998, Martin Powell se encargaba del piano y de hacer algunos acertados acompañamientos con el violín, por lo que tras abandonar el grupo, My Dying Bride sufrió un periodo de crisis. 
Sarah Stanton ocupó el lugar del teclista (el violín nunca volvió a sonar en los discos de este grupo) y a partir de ese momento, hubo un cambio bastante notable en el sonido de sus discos: poco a poco fueron evolucionando hacia un estilo más romántico que superaba al sonido y a la estética de otras bandas góticas. 
En sus últimos discos, (A Line of Deathless Kings, sobre todo),
la voz se vuelve apagada, triste, grave, lenta, pero no gutural. Los teclados adquieren mayor importancia junto con las melodías que suenan de fondo, que dan una atmósfera tétrica y siniestra. 
El nombre del grupo es un claro reflejo de la estética del mismo. El año de su formación, la banda tuvo que elegir nombre. Los integrantes dudaron entre My Dying Child o My Dying Bride. Finalmente optaron por My Dying Bride, nombre que evoca a la perfección, la meláncolía, la tenebrosidad y al romanticismo, en el sonido y las letras de las canciones que ofrece el grupo. El nombre señala el sentimiento romántico de la belleza y el gusto por la muerte.
Muchas bandas como The Gathering, Paradigma, Katatonia, u Officium Triste adoptan influencias de My Dying Bride.

## Miembros actuales
- Aaron Stainthorpe - Voz
- Andrew Craighan - Guitarra
- Neil Blanchett - Guitarra
- Shaun Macgowan - teclados y violín
- Dan Mullins - Batería (en vivo)
- Lena Abé - Bajo

## Miembros pasados
- Martin Powell - Violín, teclado, bajo (1991-1998)
- Calvin Robertshaw - Guitarra (1990-1999)
- Bill Law - Batería (1998-1999)
- Rick Miah - Batería (1990-1997)
- Shaun Taylor-Steels - Batería (1998-2006)
- Adrián Jackson - Bajo (1991-2007)
- Sarah Stanton - teclado (1999-2008)
- Katie Stone  - teclados y violín
- Hamish Glencross - Guitarra  (2000-junio de 2014)
- Jeff Singer  - Batería (2018-2022)

## Miembros ocasionales
- Yasmin Ahmed - Teclado (1999-2002)
- John Bennett - Batería (2005-2007)
- David Gray - Batería (2010-2013)

## Discografía

### Álbumes de estudio
- As The Flower Withers - 1992
- Turn Loose the Swans - 1993
- The Angel and the Dark River - 1995
- Like Gods of the Sun - 1996
- 34.788 % Complete - 1998
- The Light at the End of the World - 1999
- The Dreadful Hours - 2001
- Songs of Darkness, Words of Light - 2004
- A Line of Deathless Kings - 2006
- For Lies I Sire - 2009
- Evinta - 2011
- A Map of All Our Failures - 2012
- The Vaulted Shadows - 2014
- Feel the Misery - 2015
- The Ghost of Orion - 2020
- A Mortal Binding - 2024

### Demos, sencillos y EP
- Towards The Sinister (Demo) - 1990
- God Is Alone (single) - 1991
- Symphonaire Infernus et Spera Empyrium (EP) - 1991
- The Thrash of Naked Limbs (Sencillo) - 1992
- Unreleased Bitterness - 1993
- I Am the Bloody Earth (Sencillo) - 1994
- The Sexuality of Bereavement - 1994
- Split EP with Anathema - 1998
- Deeper Down (Sencillo) - 2006
- Bring Me Victory (EP) - 2009
- The Barghest o' Whitby (EP) - 2011
- The Manuscript (EP) - 2013
- Macabre Cabaret (EP) - 2020

## Recopilatorios
- The Stories (box set) - 1994
- Trinity - 1995
- Meisterwerk I' (recop.) - 2000
- Meisterwerk II' (recop.) - 2001
- Anti-Diluvian Chronicles' (3CD recop.) - 2005
- Meisterwerk III' (3CD recop.) - 2016
- A Harvest of Dread (5CD recop.) - 2019

## DVD y En Vivo
- For Darkest Eyes - 1997
- The Voice of the Wretched - 2002
- Sinamorata - 2005
- An Ode To Woe - 2008